# Hodgkins (cràter)
Hodgkins és un cràter d'impacte en el planeta Mercuri de 19 km de diàmetre. Porta el nom del pintor neozelandès Frances Hodgkins (1869-1947), i el seu nom va ser aprovat per la Unió Astronòmica Internacional el 2009.